# Peter Jackson's King Kong (videojuego)
Peter Jackson's King Kong: The Official Game Of The Movie (también llamado cono King Kong: The Videogame, o simplemente King Kong) es un videojuego multiplataformas desarrollado y publicado por Ubisoft, basado en la película King Kong del mismo año. Es una colaboración entre el director de la película Peter Jackson y el famoso a diseñador y programador de juegos Michel Ancel (Rayman, Beyond Good & Evil), hecho notable tal asociación en dos mundos como el videojuego y el cine. Fue lanzado el 17 de noviembre de 2005 para Microsoft Windows, PlayStation 2, Nintendo GameCube, Game Boy Advance (lanzado en América del Norte bajo el título de Kong: The 8th Wonder of World) y Xbox, el 21 de noviembre de 2005 para Nintendo DS y Xbox 360 (siendo parte de los juegos de lanzamiento de la consola) y el 16 de diciembre de 2005 para PlayStation Portable.

## Diferencias de nombre
El nombre del juego, difiere del nombre del film. pues se ha usado el prefijo Peter Jackson's.
Esto se debe a que en el Caso Universal City Studios contra Nintendo, Universal (en ese entonces bajo el mando de la MCA) reclamaba su derecho a usar el nombre King Kong y alegaba que Donkey Kong era una violación a los derechos de autor; este pleito legal podría haber machacado a Nintendo de América, y la historia de los videojuegos se habría visto alterada drásticamente. Pero los abogados de Nintendo descubrieron que Universal no poseía los derechos del nombre de King Kong, y podían ganar el caso, y hacer pagar a Universal los costos legales. 
Irónicamente, Universal había ganado un pleito que declaraba King Kong como nombre de dominio público.

## Modos de juego
El juego está basado en la trama principal de la película, pero muchas etapas del juego tienen poca relación. El juego comienza con la llegada del director de cine Carl Denham y sus acompañantes a la remota isla de la calavera, vista a través de los ojos de Jack Driscoll. Los personajes dejan de estar motivados por rodar la película al darse cuenta de los peligros que acechan en la isla, pero siguen recorriéndola con la intención de escapar en la avioneta del Capitán Englehorn y por el camino rescatar a Ann, a quien más tarde Kong lleva al interior de la isla. 
En la isla de la calavera nada parece haber cambiado demasiado desde la prehistoria. La isla está poblada sobre todo por artrópodos gigantes, ratas topo aladas de diferentes colores, formas y tamaños, y varias especies de dinosaurio. Estas criaturas pelean entre ellas por sobrevivir. Un animal muerto atrae a varios carroñeros que lo devoran rápidamente. Otra amenaza son los nativos de la isla que defienden su territorio con lanzas y flechas ardientes.
Durante el juego, por defecto la pantalla no tiene ninguna clase de indicador de balas restantes (aunque se puede activar) o barra de vida, lo que hace que sea más realista. Jugando como Jack, cuando el jugador es atacado se desorienta durante unos segundos y le resulta difícil defenderse. Si durante este tiempo vuelve a ser atacado, muere. Si logra ponerse a salvo a tiempo, su salud se regenera, por lo cual no tiene que preocuparse por ella. La eficacia del ataque puede variar dependiendo del contrincante. Un animal del tamaño de Kong puede matar a Jack con un solo mordisco. La eficacia de los ataques de Jack también varía dependiendo de a quién estén dirigidos y del arma que emplea. No hay un mejor arma, pues cada criatura reacciona de una manera distinta a cada tipo de arma. Los animales más grandes no pueden ser abatidos con ningún tipo de arma. Dispararles o arrojarles lanzas como mucho los distraerá o ralentizará.
En la mayoría de las etapas del juego, el jugador controla al guionista Jack Driscoll en primera persona, cuya misión es mantener a salvo a sus compañeros y sobrevivir mientras recorren la isla de la calavera. Jack puede usar armas de fuego contra las criaturas de la isla, pero puede ser mucho más eficaz lanzarles lanzas de madera que se encuentra por el camino. A las lanzas se les puede prender fuego para abrirse paso por rutas bloqueadas por arbustos. También sirven para lanzar cebos y atraer o entretener a depredadores. Jack suele estar acompañado por otros personajes que le pueden servir de ayuda para sortear ciertos obstáculos.
En algunos niveles el jugador controla en tercera persona a Kong, que puede derrotar a depredadores grandes que a veces son inmunes a las balas y las lanzas de Jack. El objetivo de Kong es mantener a Ann fuera de peligro. Kong puede agarrar y lanzar a las criaturas a las que se enfrenta. También puede trepar por paredes verticales y desplazarse rápidamente por la isla.

## Recepción
King Kong de Peter Jackson fue un éxito comercial, vendiendo más de 4,5 millones de copias a finales de marzo de 2006. La versión de PlayStation 2 recibió un premio de ventas "Platino" de la Entertainment and Leisure Software Publishers Association (ELSPA), lo que indica ventas de al menos 300.000 copias en el Reino Unido.
Las versiones para PC y consola recibieron críticas positivas, los críticos elogiaron los entornos inmersivos, las secuencias de acción y la capacidad de jugar como dos protagonistas durante todo el juego. Sin embargo, la versión de Nintendo DS fue ampliamente criticada por los críticos debido a bugs y glitches, diseño de niveles deficiente y IA enemiga. La versión para DS figuraba en la lista 'Flat-Out Worst Game' de GameSpot's Best & Worst of 2005. La versión de PSP recibió una recepción mixta, principalmente por una duración más corta, así como funciones reducidas de las versiones de consola y PC.
Las publicaciones ajenas a los videojuegos también le dieron al juego críticas generalmente positivas. El New York Times le dio una crítica favorable y escribió que "la sensación de inmersión aumenta con la perspectiva en primera persona del juego y la ausencia de desorden en la pantalla. No hay ningún indicador de salud que bloquee tu vista; si un dinosaurio te muerde, tu visión se vuelve borrosa, lo que indica que un mordisco más te matará". El A.V. Club le dio una B+ y lo llamó "un clásico instantáneo". El Sydney Morning Herald le dio tres estrellas y media sobre cinco y dijo sobre el juego: "Con una secuencia final bastante abrupta, parece precipitarse hacia su clímax, pero a pesar de su brevedad, este es un viaje inolvidable a través de el reino de Kong". Detroit Free Press le dio a la versión de Xbox 360 tres estrellas de cuatro y lo calificó como "un esfuerzo decente", señalando que el juego tiene una sensación cinematográfica y valores de producción propios de una película de gran presupuesto. Maxim, sin embargo, le dio a la versión de PSP una puntuación de cuatro sobre diez; La revista elogió la incorporación de un modo cooperativo para dos jugadores, pero fue fundamental para sus controles.
A medida que ha pasado el tiempo, el juego ha sido constantemente elogiado por estar adelantado a su tiempo.